# Naturbahnrodel-Juniorenweltmeisterschaft 2008
Die 6. FIL-Naturbahnrodel-Juniorenweltmeisterschaft fand vom 8. bis 10. Februar 2008 in Latsch in Südtirol (Italien) statt.

## Einsitzer Herren
| Platz | Name                | Zeit        |
| ----- | ------------------- | ----------- |
| 01    | Christian Schwarz   | 3:12,30 min |
| 02    | Hannes Clara        | + 0,08 s    |
| 03    | Dominik Wagner      | + 0,91 s    |
| 04    | Michael Scheikl     | + 1,22 s    |
| 05    | Thomas Schopf       | + 2,03 s    |
| 06    | Thomas Kammerlander | + 2,61 s    |
| 07    | Florian Clara       | + 2,69 s    |
| 08    | Patrick Salcher     | + 4,41 s    |
| 09    | Lukas Brunner       | + 5,22 s    |
| 10    | Miha Meglič         | + 5,71 s    |

Von 29 gemeldeten Rodlern starteten 28. 25 kamen in die Wertung.

## Einsitzer Damen
| Platz | Name                   | Zeit        |
| ----- | ---------------------- | ----------- |
| 01    | Melanie Batkowski      | 3:14,62 min |
| 02    | Evelin Lanthaler       | + 01,93 s   |
| 03    | Melanie Schwarz        | + 02,24 s   |
| 04    | Katrin Mladek          | + 06,57 s   |
| 05    | Alexandra Obrist       | + 07,36 s   |
| 06    | Jasmin Gögele          | + 08,13 s   |
| 07    | Astrid Vetter          | + 08,98 s   |
| 08    | Veronika Nachmann      | + 09,86 s   |
| 09    | Olga Sidorowa          | + 09,88 s   |
| 10    | Ljudmila Astramowitsch | + 10,22 s   |

17 der 18 gemeldeten Rodlerinnen starteten und 16 erreichten das Ziel.

## Doppelsitzer
| Platz | Name                                         | Zeit        |
| ----- | -------------------------------------------- | ----------- |
| 01    | Thomas Weiss – Andreas Leiter                | 2:20,27 min |
| 02    | Hannes Clara – Florian Clara                 | + 00,40 s   |
| 03    | Dominik Apolloner – Dieter Apolloner         | + 02,32 s   |
| 04    | Rupert Brüggler – Dominik Holzknecht         | + 03,22 s   |
| 05    | Pawel Silin – Iwan Rodin                     | + 03,27 s   |
| 06    | Thomas Kammerlander – Christoph Regensburger | + 04,60 s   |
| 07    | Witalij Sacharow – Ihor Senjuk               | + 07,39 s   |
| 08    | Konstantin Larionow – Jewgeni Issatschenko   | + 08,90 s   |
| 09    | Alexander Daschewski – Wladimir Browtschenko | + 09,34 s   |
| 10    | Petar Sawow – Stefan Rajkow                  | + 17,27 s   |

Von elf gemeldeten und gestarteten Doppelsitzerpaaren kamen zehn in die Wertung.

## Medaillenspiegel
| Platz | Land       | Gold | Silber | Bronze | Gesamt |
| ----- | ---------- | ---- | ------ | ------ | ------ |
| 1.    | Italien    | 2    | 3      | 1      | 6      |
| 2.    | Österreich | 1    | —      | 2      | 3      |